# Franz Beer von Au
Franz Beer von Au (* 3. Juli 1659 in Au; † 17. Mai 1722 ebenda) war ein Baumeister der Bregenzerwälder Auer Zunft.

## Leben
Franz war der vierte Sohn von Michael Beer II. Seine Taufpatin war Maria Metzler, die Frau des Zunftgründers der Auer Zunft Michael Beer. Von 1678 bis 1681 absolvierte er eine Lehre als Maurer und Steinmetz bei dem Meister Wolfgang Natter. 1682 beschäftigte Beer bereits zwei Lehrlinge. Am 14. Januar 1690 heiratete er in Au Maria Stülz. Als Baumeister ist er seit 1690 archivalisch belegt durch einen Vertrag mit Unterschrift und Siegel mit der Kirche des Benediktinerklosters Gengenbach. Franz Beer war Vater von drei Söhnen, darunter Johann Michael Beer von Bildstein und Joseph Gottfried Beer (* 1704 in Au; † 1791 ebenda).

## Unterschrift und Siegel
Anhand von zwei Merkmalen kann man Franz Beer von Au von Franz Beer von Bleichten unterscheiden. Sein Siegel ist von oktogonaler Form. In der Mitte hält ein nach rechts laufender Bär einen Zirkel in der rechten Pfote, in der anderen einen Meißel. Darüber sind die Initialen FB und die Zahl 8 zu sehen. Die Zahl steht für den achten Baumeister der Auer Zunft. Er unterschrieb seine Kontrakte mit tz. So zum Beispiel auch in Gengenbach: ich frantz beer bekenn wie ob steht. Franz Beer von Bleichten hatte dagegen ein anderes Siegel und schrieb seinen Vornamen immer ohne tz.